# Оласагасти, Хон Андер
Хон Андер Оласагасти Имискос (исп. Jon Ander Olasagasti Imizcoz; 16 августа 2000, Сан-Себастьян, Испания) — испанский футболист, полузащитник клуба «Реал Сосьедад».

## Клубная карьера
1 декабря 2021 года Оласагасти дебютировал за основную команду «Реал Сосьедада» в матче Кубка Испании против «Панадерия Пулидо».